# Przemysław Makarowicz
Przemysław Marek Makarowicz – polski archeolog, profesor nauk humanistycznych. Specjalizuje się w historii Europy w późnym neolicie i wczesnej epoce brązu. Profesor na Wydziale Archeologii Uniwersytetu im. Adama Mickiewicza w Poznaniu.
Stopień doktorski uzyskał w 1997 na podstawie pracy pt. Rola społeczności kultury iwieńskiej w genezie trzcinieckiego kręgu kulturowego (2000-1600 BC) (promotorem był prof. Aleksander Kośko). Habilitował się w 2011 na podstawie oceny dorobku naukowego i rozprawy pt. Trzciniecki krąg kulturowy - wspólnota pogranicza Wschodu i Zachodu Europy. 9 maja 2018 roku decyzją prezydenta RP otrzymał tytuł naukowy profesora.